# Branco (Album)

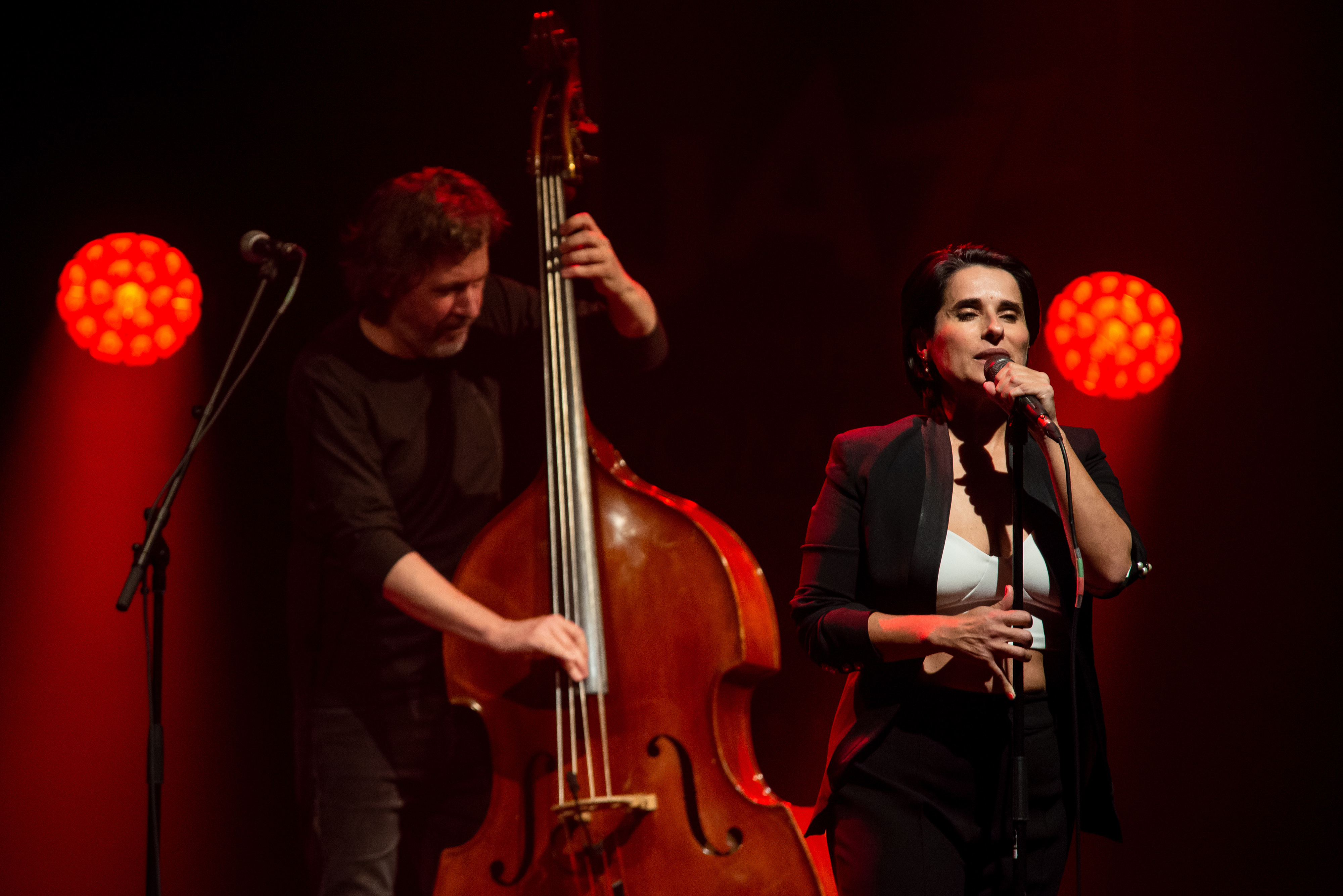
Cristina Branco mit Bernardo Moreira 2022, beim französischen Jazzfestival sous les pommiers in Coutances.

Branco (deutsch: „Weiß“) ist ein Musikalbum der portugiesischen Sängerin Cristina Branco. Es bewegt sich stilistisch im Wesentlichen zwischen Fado und Jazz, mit leichten Einflüssen aus Folk und Weltmusik.

## Produktionshintergrund
Nach Menina (2016) war dies das zweite Album ihrer Trilogie besonderer, persönlicher Alben, in der sie in Kooperation mit Künstlern anderer Stilrichtungen, die für sie Lieder schrieben und teils mit ihr am Album arbeiteten, die Grenzen des Fado deutlich erweiterte und überschritt. Das dritte Album des Zyklus erschien 2020 mit Eva, in deren Stücken sie ein Alter Ego namens Eva Haussmann annahm. Alle drei Alben kamen jeweils unter die Top-5 der portugiesischen Charts.
Cristina Branco spielte das Album erneut mit Bernardo Couto (Portugiesische Gitarre), Bernardo Moreira (Kontrabass) und Luís Figueiredo (Klavier) ein. Unter den zahlreichen Songschreibern und Gastmusikern auf Branco waren unter anderem Mário Laginha, Sérgio Godinho, Jorge Cruz von der Gruppe Diabo na Cruz, André Henriques von der Gruppe Linda Martini, der angolanische, in Berlin lebende Musiker Kalaf Epalanga der Gruppe Buraka Som Sistema und andere.

## Titelliste
| #   | Titel                             | Dauer |
| --- | --------------------------------- | ----- |
| 1.  | Este Corpo                        | 4:16  |
| 2.  | Eu Por Engomar                    | 3:05  |
| 3.  | Aula De Natação                   | 2:49  |
| 4.  | Namora Comigo                     | 4:19  |
| 5.  | Noite, Onde Vais Cheia De Pressa? | 3:18  |
| 6.  | Perto                             | 4:18  |
| 7.  | Armadilha                         | 2:46  |
| 8.  | Rossio                            | 3:20  |
| 9.  | Afinal, O Que É Que Vês Em Mim?   | 3:47  |
| 10. | Casa                              | 3:17  |
| 11. | Eu                                | 3:18  |
| 12. | Minha Sorte                       | 2:05  |

## Rezeption
Branco erschien 2018 weltweit über Universal Music Portugal und in Deutschland bei O-Tone Music.
Das ausschließlich als CD veröffentlichte Werk hielt sich 11 Wochen in den portugiesischen Charts, mit dem 3. Platz als höchster Notierung.
Das Album wurde 2019 mit dem renommierten Schallplattenpreis Prémio Carlos Paredes ausgezeichnet.